# NGC 2507
NGC 2507 je galaksija u zviježđu Raku.

## Vanjske poveznice
- SEDS: NGC 2507